# Ailes Magazine
Ailes Magazine est une revue française consacrée aux Ultra-léger motorisé apparu en 1983, édité à l’origine par les Éditions S.E.E.S.

## Généralités
La revue apparaît au mois de février 1983 sous le nom ULM Mag. S’auto-proclamant la revue de l'ultraléger motorisé, son directeur-gérant est Jean-Pierre Chauzit, son directeur de la Rédaction est Alain-Yves Berger tandis que son rédacteur en chef a pour nom Pierre Lambert. Après quelques numéros, Jacques Callies devient le directeur-gérant de la revue tandis que Raymond Dohet devient rédacteur en chef.
Pour son numéro 20, la revue ULM Mag datant de mars 1986 adopte le slogan de revue des sports de l'air. Pour son numéro du 21 mai 1986, elle devient ULM / Ailes Magazine, toujours avec comme directeur de la Publication Jacques Callies, Alain-Yves Berger comme directeur de la rédaction et Raymond Dohet dans la fonction de rédacteur en chef. Avec le numéro 35 apparaissent les rédacteurs en chef Michel Barry, Raymond Dohet (ULM Mag) et Patrice Bosvot (PUL Mag). Au fil du temps seront nommés divers rédacteurs en chef comme Denis Gankine (Parapente), Willem Vlugt (Pendulaires), Béla Nogrady (Avions). Après un dépôt de bilan, le titre fut repris par la société SEDI. Son rédacteur en chef et directeur de la publication, thierry flayelle, dirigea le journal jusqu'en décembre 2009, date à laquelle il fut vendu.